# Ban Chao
Ban Chao (chinês: 班超; pinyin: Bān Chāo; Wade – Giles: Pan1 Ch'ao1; Fufeng, 32–102 d.C), nome de cortesia Zhongsheng, foi um general militar, explorador e diplomata da Dinastia Han Oriental.
Durante o cargo ocupado de general, Ban Chao foi comandante de cavalaria, é encarregado de administrar as "Regiões Ocidentais" (Ásia Central). Ele também liderou as forças do reino Han por mais de 30 anos na guerra contra os Xiongnu e garantiu o controle sobre a região da Bacia de Tarim.
No ano de 102 d.C, Ban Chao foi aposentado como Protetor Geral das Regiões Ocidentais devido à sua idade avançada e problemas de saúde, e retornou à capital da dinatia, Luoyang, com a idade de 70 anos, e no mês seguinte faleceu. Ban Chao é retratado em Wu Shuang Pu (無雙 譜, Tabela de Heróis Inigualáveis) por Jin Guliang